# Pfau von Rietburg

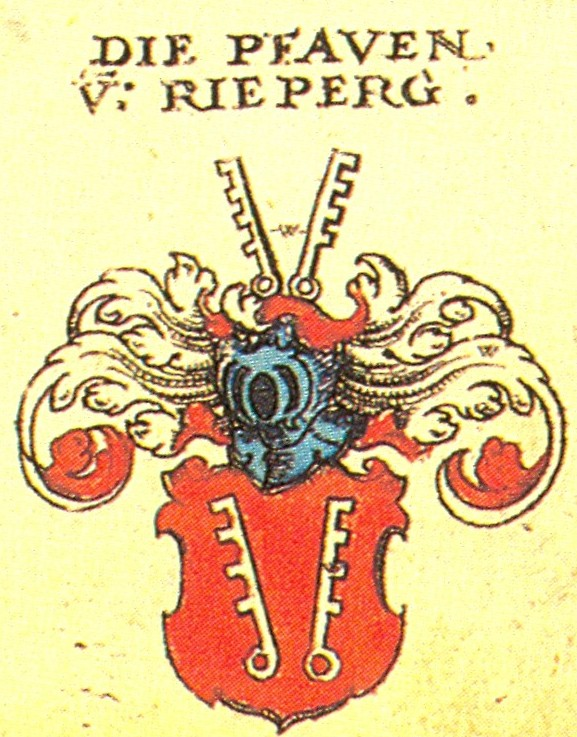
Wappen der Adelsfamilie, aus: Siebmachers Wappenbuch von 1605

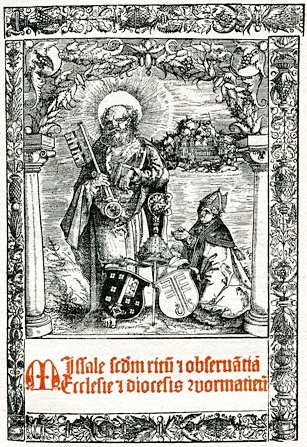
Titelblatt des Wormser Missale von 1522, mit Bischof Reinhard von Rüppurr und seinem Familienwappen (rechts)

Die Pfau von Rietburg (auch Pfauen), später Pfau(en) von Rüppurr waren ein oberrheinisches Dienstmannengeschlecht, zuletzt Freiherren. 

## Familiengeschichte
Die Familie gehörte dem niederen Dienstadel an und hatte ihren namensgebenden Stammsitz in Rüppurr, heute ein Stadtteil von Karlsruhe. Die Gemeinde hat das Wappen der Adligen als Ortswappen übernommen. 
In Urkunden wird das Geschlecht ab ca. 1100 n. Chr. erwähnt, zunächst nur als von Rietburg, dann als von Rieperg oder von Rüppurr und schließlich (ab dem 13. Jahrhundert) auch mit dem Namenszusatz Pfau, den man als Zeichen eines stolzen Selbstbewusstseins deutet. Anfang des 15. Jahrhunderts wanderte ein Teil der Familie in die Ortenau aus und nannte sich nur noch von Pfau.
Die Pfauen von Rüppurr stellten nicht nur hohe Staatsbeamte und Militärs, sondern auch kirchliche Würdenträger. So war Reinhard von Rüppurr 1503 bis 1523 Bischof von Worms. Das unter seiner Ägide 1522 verausgabte Wormser Messbuch (Missale secundum ritum et observantiam Ecclesie et Dioecesis Wormatiensis) zeigt ihn mit Familienwappen auf dem Titelblatt.
1584 war die Familie so stark verschuldet, dass sie das Rüppurrer Schloss sowie alle Güter in Rüppurr an Markgraf Ernst Friedrich von Baden-Durlach überschreiben mussten. In der Folge zog sie nach Obermönsheim. Hier erlosch das Geschlecht 1782 im Mannesstamm, durch den Tod von Freiherr Christoph Friedrich von Rüppurr. Seine Tochter Philippine Charlotte Franziska ehelichte den württembergischen Staatsminister Ernst Leopold August von Phull (1768–1828), wodurch dessen Familie den Namen und das Wappen mit übernahm. Sie nannten sich von da an Phull-Rieppurr (auch Pfuel-Rüppurr). Der letzte Namens- und Wappenträger Freiherr Eduard von Phull-Rieppurr starb dort 1918.

## Persönlichkeiten
- Reinhard von Rüppurr, 1503 bis 1523 Bischof von Worms